# Гуманітарно-просвітницький комплекс
Гуманітарно-просвітницький комплекс — це комплекс пам'яток архітектури національного значення (охоронний № 180031/3-Н) XIX століття. Розташований в історичному центрі Глухова Сумської області у дворі нинішнього Глухівського національного педагогічного університету імені Олександра Довженка по вул. Києво-Московська, 24.
До складу «Гуманітарно-просвітницького комплексу Глухова» належать пам'ятки: «Будинок Глухівського учительського інституту», «Глухівська чоловіча гімназія» та «Пансіон Глухівської чоловічої гімназії».
Історичні будівлі гуманітарно-просвітницького комплексу (нині університету) входять до списку 12 найкрасивіших вищих навчальних закладів України.

## Історія
Активне будівництво будівель комплексу розпочалось на початку 1870-х років. Спочатку, це була садибна забудова відомого цукрозаводчика Ніколи Терещенка із ще недобудованими будинками. У 1872-1874 роках повітова управа викупила її за 30 тисяч рублів сріблом для розміщення прогімназії, лікарні та богадільні Будинки для розміщення прогімназії і земства потребували добудуви, а в будівлі для розміщення лікарні і богадільні було зведено лише фундамент.
У 1873 році під час відвідання Глухова міністром народної освіти Д. А. Толстим і піклувальника Київського навчального округу голова земського зборів І. А. Маркович плани змінились: голова земської управи Ф. Д. Красовський і міський олова Н. А. Терещенко підняли питання розміщення у Глухові вчительського інституту. Земством для цього було запропоновано недобудований будинок по сусідству з будівлею прогімназії, що призначався для розміщення земської лікарні.
12 березня 1874 року було ухвалене рішення про заснування в Глухові учительського інституту з трирічним терміном навчання, що здійснював би підготовку вчителів для міських училищ Чернігівської та Полтавської губерній.
Будівля інституту зводилась у 1874-1879 роках на місці з недобудованим мурованим корпусом земської лікарні.
Офіційне відкриття Глухівського учительського інституту відбулось 21 вересня 1874 року. До інституту приймали лише чоловіків, які закінчили учительські або духовні семінарії чи гімназії. Втім, закінчення вчительського інституту не давало доступу до вищих навчальних закладів.
Згодом почалось будівництво пансіону Глухівської чоловічої гімназії, яке було завершено у 1892 році за кошти відомого мецената та цукрозаводчика Ніколи Терещенка. Він розташовувався позаду будинку чоловічої гімназії на північний захід. Вартість будівництва склала 54 750 рублів. Ще 4 тис. рублів щорічно виділялось на утримання закладу.
Нині це два навчальні та адміністративний корпуси Глухівського національного педагогічного університету імені Олександра Довженка.

## Опис

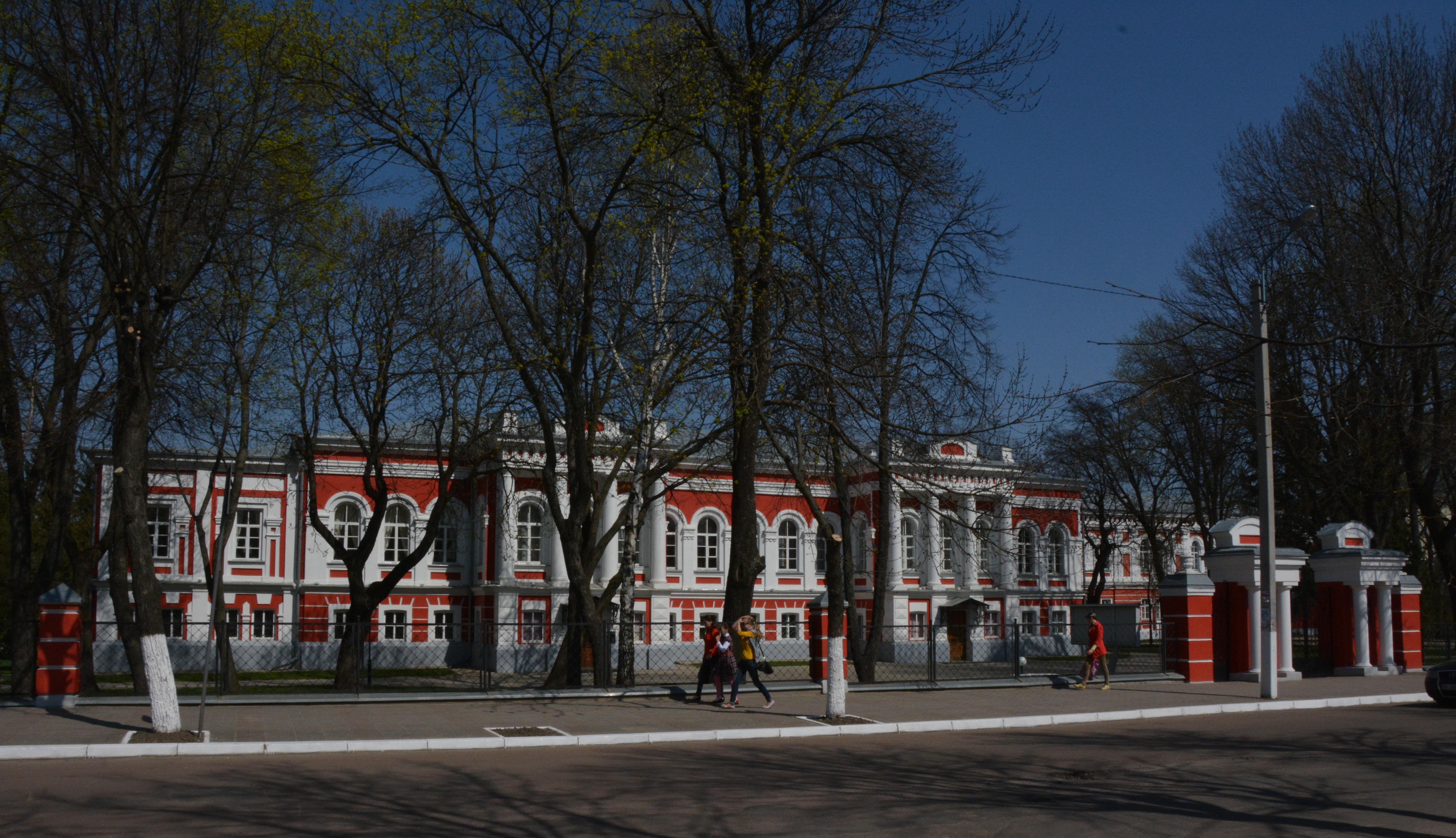
Загальний вигляд на корпус чоловічої гімназії з вулиці Києво-Московської

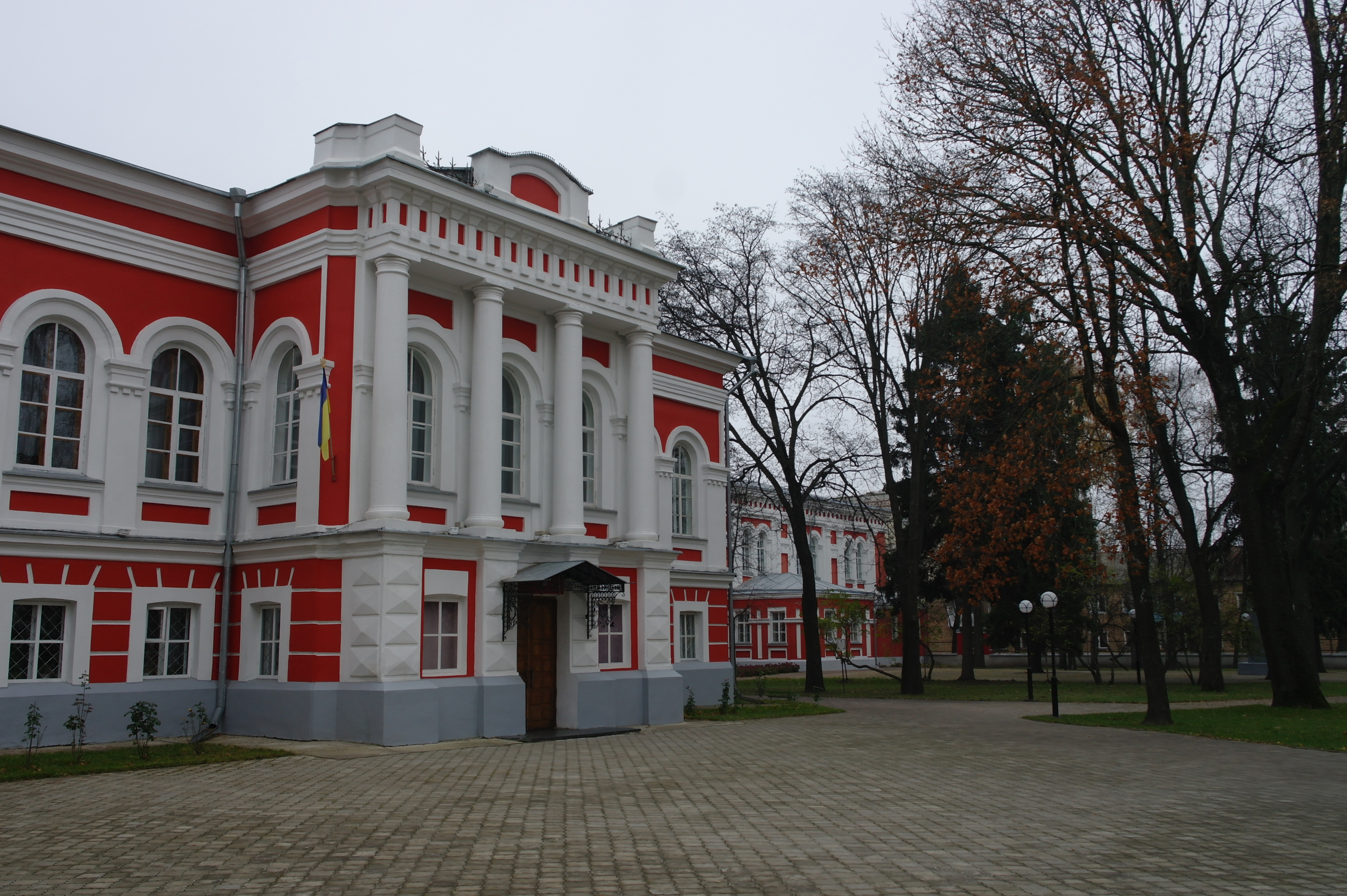
Загальний двох корпусів університету: чоловічої гімназії (на передньому плані) та учительського інституту

Комплекс розташовано у східній частині історичного середмістя, займаючи прямокутний у плані квартал, прилеглий до вулиць Києво-Московської та Інститутської (колишньої Квасніковської).
Усі три будівлі двоповерхові на підвалах, муровані з цегли на вапняно-піщаному розчині, потиньковані. Вони розташовані зі значним відступом від червоної лінії вулиці Києво-Московської. Тому перед їх чоловими фасадами спочатку були палісадники, розміщались пам'ятники, а згодом — парк.
Двір огорожено мурованою огорожею з мурованою ґраткою та двома брамами.
Протягом 1990—1991 років фахівцями Сумської філії інституту «Укрпроектреставрація» були проведені реставраційні дослідження трьох будівель комплексу. Протягом 2003—2004 років було здійснено реставрацію будівель та впорядкування території з елементами ландшафтної реконструкції.

## Видатні вихованці
У Глухівській чоловічій гімназії навчалися художник Григорій Нарбут, поет Володимир Нарбут, правник Микола Василенко (закінчив у 1881 році), письменник Юрій Смолич, мистецтвознавець Федір Ернст (закінчив у 1909 році), археолог Микола Ернст, історик Віктор Романовський, композитор Юрій Шапорін, археолог Микола Сібільов.
Також у Глухівському учительському інституті в різний час освіту здобували український кінорежисер Олександр Довженко, російський письменник, академік Сергій Сергєєв-Ценський, український письменник і педагог Степан Васильченко, білоруський поет, перекладач і публіцист Янка Журба (І. Я. Івашина), археолог і етнограф Іван Абрамов, український мовознавець Макар Христенко та багато інших.

## Охорона
Будинок Глухівського учительського інституту у 1988 році було поставлено на державний облік, як пам'ятку архітектури місцевого значення з охоронним № 114-См.
Постановою Кабінету Міністрів України від 20 липня 2011 р. за N 814 також планувалось Державною цільовою програмою збереження культурної спадщини та розвитку туристичної інфраструктури м. Глухова Сумської області на 2012—2016 роки виконання робіт з реставрації, ремонту, пристосування, консервації, реабілітації та музеєфікації об'єктів культурної спадщини, упорядження зон охорони пам'яток, серед яких і пам'ятки гуманітарно-просвітницького комплексу.
У 2012 році за рішенням Кабінету Міністрів України пам'ятки гуманітарно-просвітницького комплексу отримали статус об'єкту культурної спадщини національного значення і були внесені до Державного реєстру нерухомих пам'яток України під № 180031/3-Н